# Orange Marmalade
Orange Marmalade (hangul: 오렌지 마말레이드; rr: Orenji Mamalleideu) é uma série de televisão sul-coreana exibida pela KBS2 entre 15 de maio e 24 de julho de 2015, estrelada por Yeo Jin-goo, Kim Seolhyun, Lee Jong-hyun e Gil Eun-hye É baseado no webtoon da Naver de  mesmo nome escrito e ilustrado por Seok Woo.

## Enredo
Situado em um mundo de fantasia onde humanos e vampiros coexistem, estes últimos evoluíram e já não dependem de sangue humano como alimento. Ainda assim, eles são temidos e discriminados pela sociedade, fazendo com que muitos deles escondam a sua verdadeira natureza e viver como cidadãos "normais", ou então se tornar marginais.
Baek Ma-ri é uma adolescente socialmente isolada escondendo sua identidade de  vampiro. Expulsa de vários bairros, ela está ansiosa para se estabelecer em sua nova cidade e viver tranquilamente. Mas as coisas mudam quando ela beija acidentalmente o pescoço de Jung Jae-min, o garoto mais popular em sua escola.

## Elenco

### Elenco principal
- Yeo Jin-goo como Jung Jae-min
  - Song Ui-joon como Jung Jae-min (jovem)
- Kim Seolhyun como Baek Ma-ri
- Lee Jong-hyun como Han Si-hoo
  - Kang Han-byeol como Han Si-hoo (jovem)
- Gil Eun-hye como Jo Ah-ra

### Elenco de apoio
- Ahn Gil-kang como Baek Seung-hoon
- Yoon Ye-hee como Song Sun-hwa
- Song Jong-ho como Han Yoon-jae
- Lee Il-hwa como Kang Min-ha
- Jo Yi-hyun como Baek Joseph
- Jo Min-ki como Jung Byung-kwon
- Jung Hae-gyun como Jo Joon-gu
- Oh Kyung-min como Choi Soo-ri
- Park Gun-tae como Hwang Beom-sung
- Lee Da-heen como Ae-kyung
- Kim Ji-ah como Yoon Min-sun
- Lee Yoo como amiga de Ah-ra e Ae-kyung
- Joo Ho como professor de biologia

## Classificações
| Episódio                            | Data de transmissão original     | Classificação TNmS               | Classificação AGB Nielsen        |                                  |                                  |                                  |
| Primeira temporada (dia moderno)    | Primeira temporada (dia moderno) | Primeira temporada (dia moderno) | Primeira temporada (dia moderno) | Primeira temporada (dia moderno) | Primeira temporada (dia moderno) | Primeira temporada (dia moderno) |
| ----------------------------------- | -------------------------------- | -------------------------------- | -------------------------------- | -------------------------------- | -------------------------------- | -------------------------------- |
| 1                                   | 15 de maio de 2015               | 4.8%                             | 4.2%                             |                                  |                                  |                                  |
| 2                                   | 15 de maio de 2015               | 3.7%                             | 3.3%                             |                                  |                                  |                                  |
| 3                                   | 22 de maio de 2015               | 3.9%                             | 4.1%                             |                                  |                                  |                                  |
| 4                                   | 29 de maio de 2015               | 3.6%                             | 3.3%                             |                                  |                                  |                                  |
| Segunda temporada (Dinastia Joseon) |                                  |                                  |                                  |                                  |                                  |                                  |
| 5                                   | 5 de junho de 2015               | 4.4%                             | 3.9%                             |                                  |                                  |                                  |
| 6                                   | 12 de junho de 2015              | 4.2%                             | 4.9%                             |                                  |                                  |                                  |
| 7                                   | 19 de junho de 2015              | 3.9%                             | 3.4%                             |                                  |                                  |                                  |
| 8                                   | 26 de junho de 2015              | 2.8%                             | 2.5%                             |                                  |                                  |                                  |
| 9                                   | 3 de julho de 2015               | 3.2℅                             | 2.8℅                             |                                  |                                  |                                  |
| Terceira temporada (dia moderno)    |                                  |                                  |                                  |                                  |                                  |                                  |
| 10                                  | 10 de julho de 2015              | 2.6%                             | 3.1%                             |                                  |                                  |                                  |
| 11                                  | 17 de julho de 2015              | 2.5%                             | 2.6%                             |                                  |                                  |                                  |
| 12                                  | 24 de julho de 2015              | 2.3%                             | 2.4%                             |                                  |                                  |                                  |
| Média                               | Média                            | 3.5%                             | 3.4%                             |                                  |                                  |                                  |

Chave: Azul-episódio menor classificado; Vermelho-episódio mais bem cotados.